# Missa solemnis
Een missa solemnis is in de muziekgeschiedenis een naam gebruikt voor een muzikaal uitgevoerde, feestelijke, plechtige mis, uitgebreider muzikaal omlijst dan een gewone hoogmis, en bedoeld voor een speciale gelegenheid, zoals een pontificale mis, een mis bij de ingebruikneming van een kerk of een ander met de kerk verbonden instituut (bijvoorbeeld een weeshuis, zie bv. de Waisenhausmesse van Mozart). Ook Franz Schubert heeft de naam gebruikt, evenals Charles Gounod en Hector Berlioz (Messe solennelle). Ook de protestantse Johann Sebastian Bach schreef een dergelijke mis in 1748/1749, bekend onder de naam Mis in b-klein of de Hohe Messe.
Voor meer algemeen gebruik is de missa longa of de missa brevis. In tegenstelling tot een missa longa, waarin ook delen met een wisselende tekst zijn opgenomen, bestaat de missa brevis uit een muzikale zetting van de vaste onderdelen van de katholieke mis: Kyrie, Gloria, Credo, Sanctus, Benedictus en Agnus Dei.